# Zagi M-91
Zagi M-91 — хорватский пистолет-пулемёт местного производства, собиравшийся в Загребе на заводах Likaweld. Активно использовался в годы войны в Хорватии и Боснии.

## Предыстория
После провозглашения независимости Хорватии де-юре у хорватских войск не было никакого вооружения, потому что все склады принадлежали Югославской Народной Армии. Эмбарго на поставку оружия вынуждало хорватское правительство заниматься контрабандой оружия, но поскольку средств также катастрофически не хватало, приходилось заниматься кустарной сборкой оружия.
Одно из подпольных предприятий по производству оружия — Первая хорватская оружейная фабрика (хорв. Prva Hrvatska Tvornica Oružja, позднее переименована в Likaweld) — стало заниматься разработкой и непосредственной сборкой новых образцов оружия. Одним из таковых стал пистолет-пулемёт Zagi M-91, получивший название в честь белки Заги, талисмана Летней Универсиады 1987, проходившей в Загребе.

## Описание
Механизм (в частности, затвор) создан на основе британского пистолета-пулемёта STEN как самый простой в производстве. Магазин взят от немецкого MP-40, приклад от американского M3. Корпус полностью выполнен из пластика, а технология производства делала оружие очень прочным.

## Использование
Оружие использовалось хорватскими и боснийскими частями в войнах в Хорватии и Боснии и Герцеговины. Боснийцам это оружие поставлялось особенно часто, поскольку дефицит оружия у них испытывался ещё более острый. Они предпочитали использовать деревянный плечевой упор вместо пластикового: подобные экземпляры производились на фабрике «Победа» в Горажде и назывались «Боснийский Заги» (босн. Bosanski Zagi). Подобный вариант распространялся в меньших количествах, чем стандартный «Заги». Из-за низкого качества экземпляров производство оружия в дальнейшем прекратилось окончательно.